# 소각류
소각강(少脚綱,Pauropoda)에 속한 동물은 대부분 몸의 길이가 0.5~2mm의 크기이며 배갑류를 많이 닮은 특징을 지닌다. 대부분 흙 속이나 낙엽 속에 서식하며 약 360종이 알려져 있다. 두부에는 1쌍의 축각이 있는데 2개로 분지되어 있다. 입은 1쌍의 대악과 1개의 하순으로 되는데 하순은 제 1소악이 융합된 것이다. 심장이나 기관계는 없고 제 3체간 체절에 생식공이 개구한다. 알은 정포를 이용하여 간접 전달을 한다. 어린새끼는 3쌍의 다리를 가진다. 생장함에 따라 체절 수가 증가한다.